# Bergs kyrka, Västergötland
Bergs kyrka är en kyrkobyggnad som tillhör Bergs församling i Skara stift. Den ligger i norra delen av Skövde kommun.

## Kyrkobyggnaden
Enligt en teckning av  Johan Peringskiöld var Bergs kyrka ursprungligen en romansk kyrkobyggnad och förmodligen uppförd på 1200-talet. Kyrkan bestod från början av ett rektangulärt långhus med kor och absid i öster. Ett vapenhus var tillbyggt på södra sidan. Kyrkan saknade torn. Klockorna hade sin plats i en fristående med bräder inklädd klockstapel. Längre fram i tiden uppfördes ett torn i väster försett med en hög spira och ljudöppningar för klockorna. År 1774 gjordes en omfattande restaurering varvid koret breddades och en sakristia vid dess norra sida tillkom. De förut högt sittande små fönstren förstorades och kyrkorummet fick nu en prägel av ljus och rymd. Kyrkans inredning fick kyrkan under 1800-talet en förnyelse med bland annat nya inventarier.

## Inventarier
- Madonnaskulptur från 1200-talet i ek. Höjd 112 cm. Renovering av Olle Hellström 1957 då kronan, högerhanden och näsan återställdes. Det saknade kristusbarnets huvud återfanns även.[1]
- Krucifixet antas vara ett verk från en sydskandinavisk verkstad och daterat till 1200-taletet slut. Det restaurerades under 1950-talet av Olle Hellström i Skara och fick då nya armar, törnekrona och kors. Krucifixet har sina närmaste paralleller i Skåne och kan möjligen komma därifrån, men det kan likaväl röra sig om en lokal efterbildning.
- Medeltida dopfunt.
- Altartavlan är utförd av Sven Linderoth med motivet "Kristus i Getsemane". Tavlan ingår i en altaruppställning med en rikt dekorerad och förgylld portalram.
- Altarring, halvcirkelformad med svarvade balusterdockor.
- Predikstolen är utförd i rokoko.
- Öppen bänkinredning.
- Läktarbröstet med mittfältet dekorerat med förgyllda symboler.

## Orgel
Den nuvarande orgeln byggdes 1974 av Setterquist & Son Orgelbyggeri och har 9 ljudande stämmor. Alla stämmor förutom Subbas 16' i pedalen är byggda som växelregister, vilket innebär att de kan spelas från valfri manual eller från pedalen. Fasaden är från kyrkans första orgel byggd 1859 av Carl Johan Fogelberg, Lidköping.
Disposition:
| Manual I (C-g3)   | Manual II (C-g3)  | Pedal (C-f1)   | Koppel |
| ----------------- | ----------------- | -------------- | ------ |
| Gedackt 8'        | Gedackt 8'        | Subbas 16'     | II/I   |
| Gemshorn 8'       | Gemshorn 8'       | Gedackt 8'     | II/P   |
| Principal 4'      | Principal 4'      | Gemshorn 8'    | I/P    |
| Rörflöjt 4'       | Rörflöjt 4'       | Principal 4'   |        |
| Hålflöjt 2'       | Hålflöjt 2'       | Rörflöjt 4'    |        |
| Oktava 1'         | Oktava 1'         | Hålflöjt 2'    |        |
| Mixtur 4 chor     | Mixtur 4 chor     | Oktava 1'      |        |
| Fagott-Oboe 8'    | Fagott-Oboe 8'    | Mixtur 4 chor  |        |
| Crescendosvällare | Crescendosvällare | Fagott-Oboe 8' |        |

## Bilder

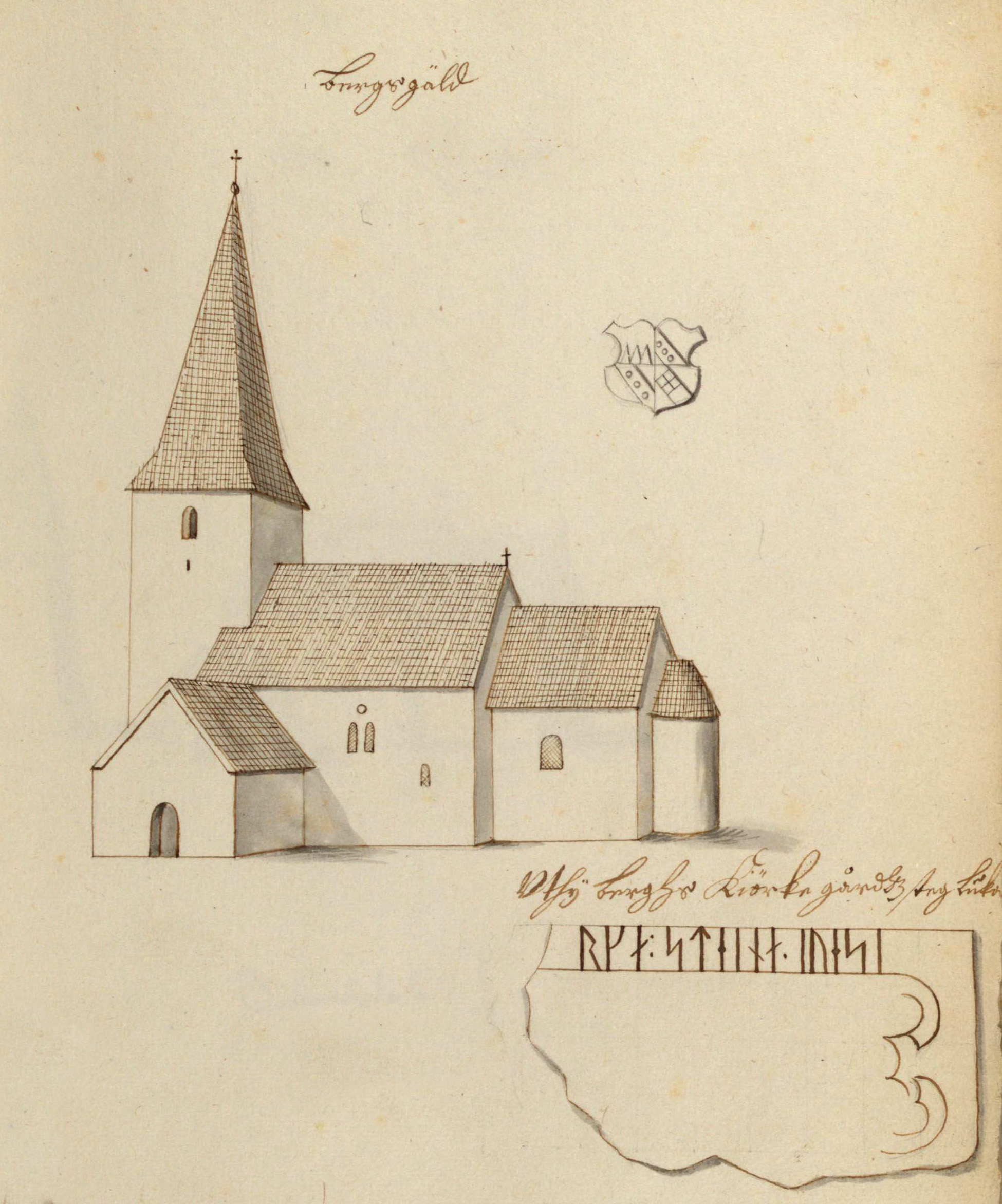
Kyrkan på teckning omkring 1670.
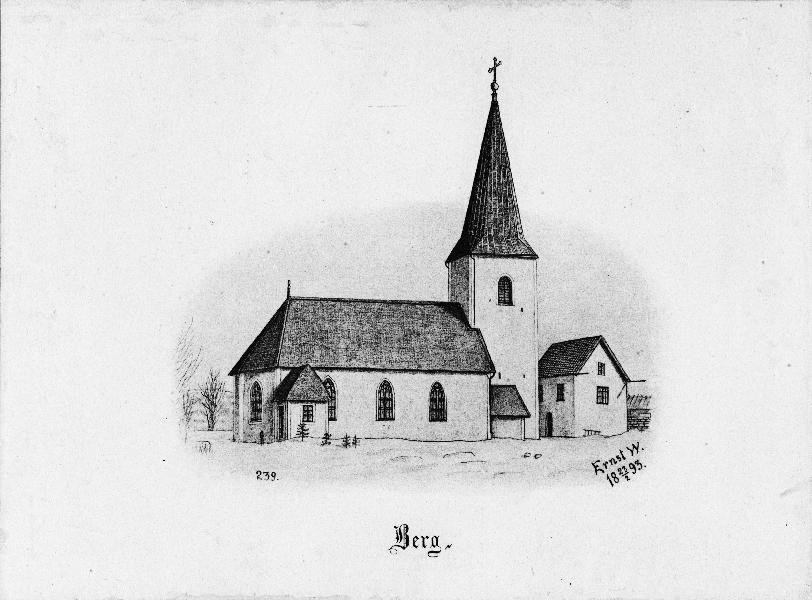
Kyrkan på teckning från 1895.
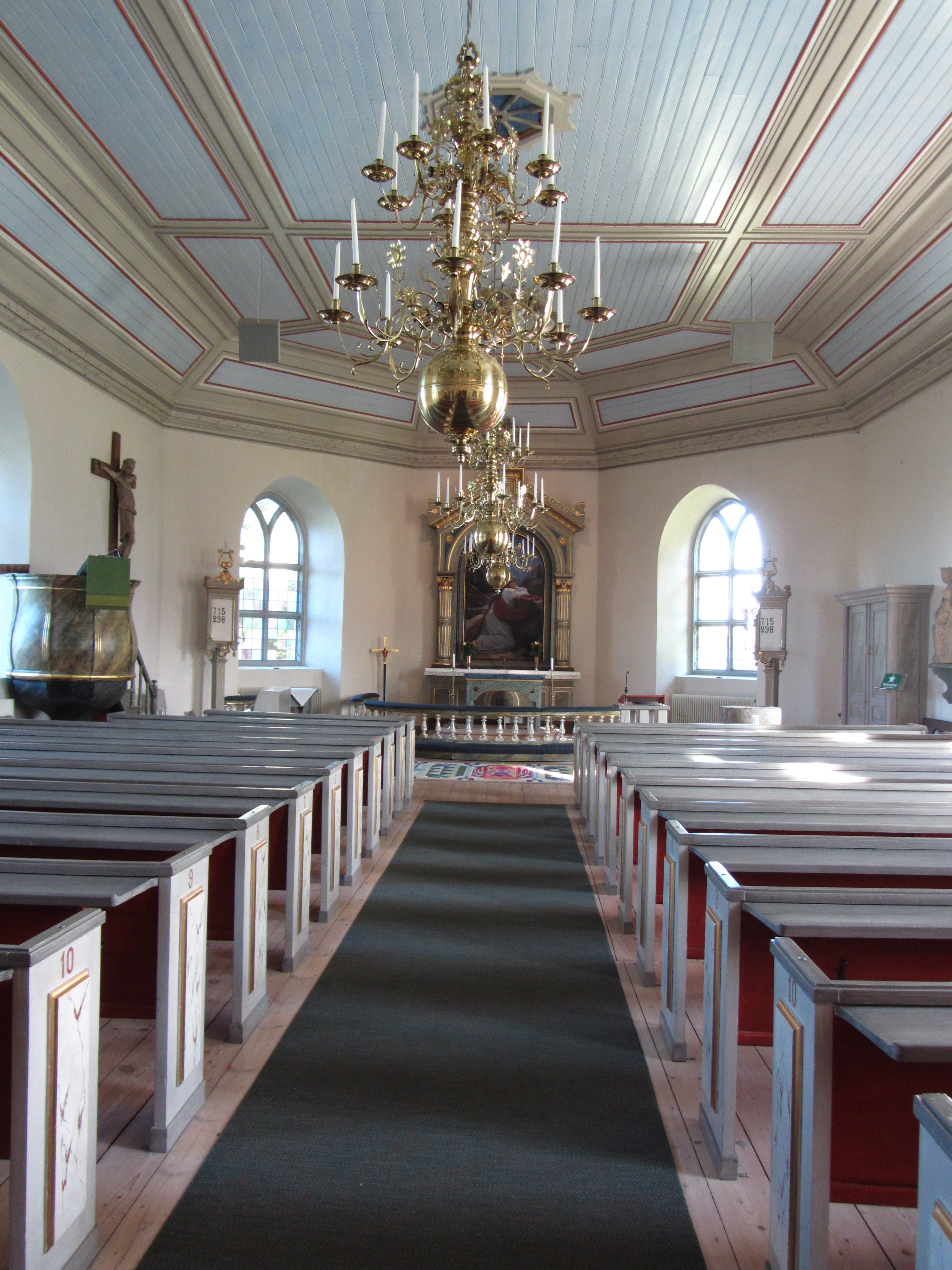
Interiör mot koret
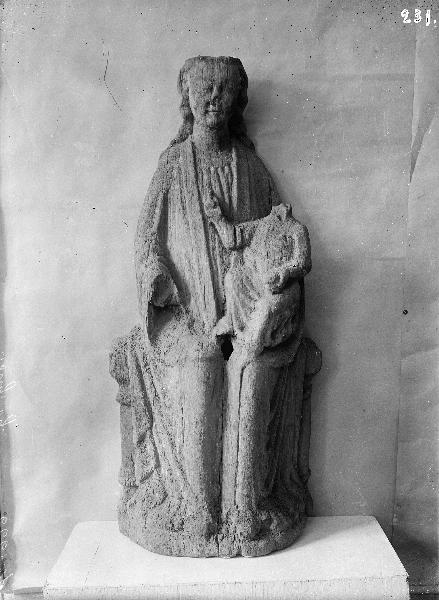
Madonnaskulpturen från 1200-talet
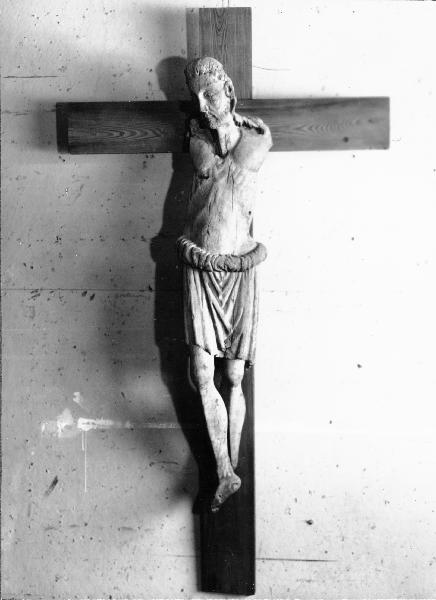
Krucifixet från 1200-talet